# Philinorbis
Philinorbis is een geslacht van weekdieren uit de klasse van de Gastropoda (slakken).

## Soorten
- Philinorbis albus (Mattox, 1958)
- Philinorbis hearstorum (Gonzales & Gosliner, 2014)
- Philinorbis teramachii Habe, 1950